# Cumbernauld
Cumbernauld är en ort i Storbritannien.   Den ligger i kommunen North Lanarkshire och riksdelen Skottland, i den centrala delen av landet, 500 km nordväst om huvudstaden London. Cumbernauld ligger 149 meter över havet och antalet invånare är 49 392.
Terrängen runt Cumbernauld är platt åt sydost, men åt nordväst är den kuperad. Runt Cumbernauld är det tätbefolkat, med 819 invånare per kvadratkilometer. Närmaste större samhälle är Glasgow, 18,9 km sydväst om Cumbernauld. Runt Cumbernauld är det i huvudsak tätbebyggt.